# Canton de Tours-Val-du-Cher
Le Canton de Tours-Val-du-Cher est un ancien canton français situé dans le département d'Indre-et-Loire et la région Centre.

## Administration
Canton créé par le décret du 23 juillet 1973.
| Période | Période | Identité            | Étiquette | Qualité                                               |
| ------- | ------- | ------------------- | --------- | ----------------------------------------------------- |
| 1973    | 1982    | André Carrête       | UDF       | Adjoint au Maire de Tours                             |
| 1982    | 1994    | Pierrette Vielfault | UDF       | Adjointe au Maire de Tours                            |
| 1994    | 2015    | Gérard Gernot       | PS        | Professeur de mathématiques Adjoint au Maire de Tours |

## Composition

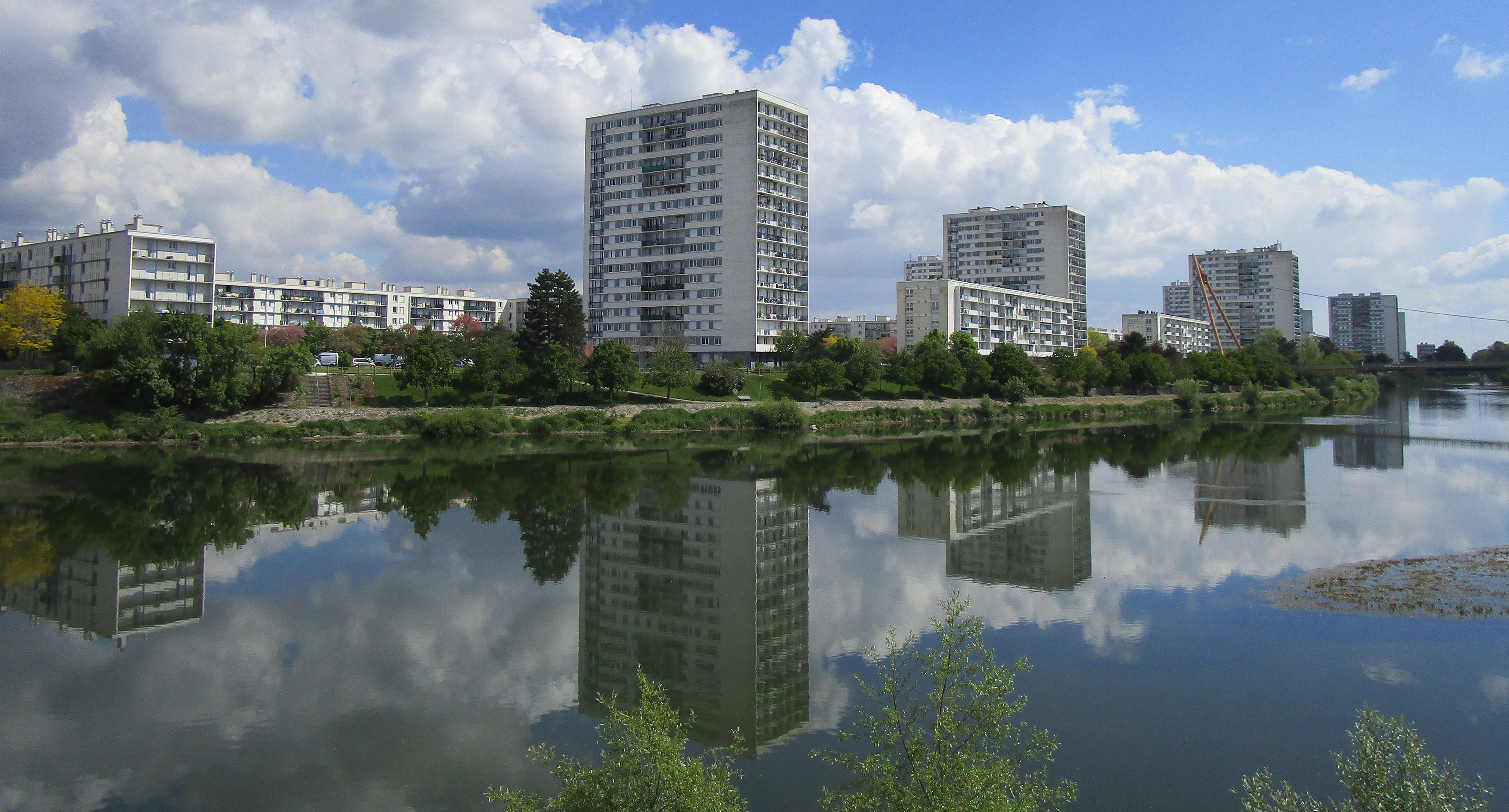
Vue du quartier des Rives du Cher.

Lors de sa disparition en 2015, le canton de Tours-Val-du-Cher se composait de la partie de la ville de Tours délimitée de la façon suivante :
- au nord par le boulevard Winston Churchill, le boulevard Richard Wagner, l'avenue Jacques Duclos (à Saint-Pierre-des-Corps)
- à l'est par la limite communale de Saint-Pierre-des-Corps
- au sud par la limite communale de Saint-Avertin, la limite communale de Chambray-lès-Tours, la limite communale de Joué-lès-Tours
- à l'ouest par la route des Deux-Lions, l'avenue Jean Portalis, le Cher, le pont Saint-Sauveur

## Démographie
| 1975 | 1982 | 1990   | 1999   | 2006   | 2011   | 2012   |
| ---- | ---- | ------ | ------ | ------ | ------ | ------ |
| -    | -    | 21 536 | 19 888 | 20 203 | 18 639 | 18 700 |

### Sources
1. ↑  Structure de la population du canton de 1968 à l'année de la dernière population légale connue
2. ↑  Fiches Insee - Populations légales du canton pour les années 2006, 2011, 2012